# 北京邮电大学国际学院
北京邮电大学国际学院(International School of BUPT)，又称北京邮电大学玛丽女王学院（Queen Mary School, BUPT），简称北邮国际学院或北邮国院，是北京邮电大学下属的学院之一（校内代码为51）。办学地点为北京邮电大学沙河校区与北京邮电大学西土城路校区。负责培养一部分北京邮电大学-伦敦玛丽女王大学学士学位联合培养项目就读学生。下设物联网工程、电信工程及管理、电子信息工程、智能科学与技术四个专业。此四个国际合作专业专业在伦敦玛丽女王大学中由电子工程与计算机科学学院（School of EECS）负责管理与专业建设。

## 学制
国际学院办学采用中外合作办学方式，学生同时注册为北京邮电大学与伦敦玛丽女王大学全日制学生。学生可以在第六学期结束时在两种培养模式中自愿选择一种：
- 4+0模式：学生四年均在北京邮电大学就读，在北京邮电大学完成毕业设计。
- 3+1模式：学生大一、大二、大三年级在北京邮电大学就读，大四年级前往伦敦玛丽女王大学就读并在该校完成毕业设计。此模式仅接受前三年已修读所有应修课程并已取得相应学分的学生申请。

完成4年的学习要求后，学生将取得北京邮电大学毕业证书、北京邮电大学工学学士学位以及英国伦敦玛丽女王大学工学荣誉学士学位。

## 历史
2004年9月，国际学院成立。初设电信工程及管理、电子商务及法律两个专业。
2006年6月，英语高等教育质量保证学会对国际学院当时开设的两个专业进行了访问评估，并给予正面评价。
2011年6月，新增物联网工程专业，计划招收180名学生。
2022年，电子商务及法律专业停止招生。新增电子信息工程与智能科学与技术两个专业。

## 毕业去向
该院毕业生去向大致为推荐免试攻读研究生（保研），出境攻读研究生（含博士与硕士），通过全国硕士研究生招生考试攻读硕士研究生，直接就业四类。其中又以出境攻读研究生的数量最多。